# Casere (Laveno-Mombello)
Casere is een plaats (frazione) in de Italiaanse gemeente Laveno-Mombello.